# Magdalis phlegmatica
Magdalis phlegmatica är en skalbaggsart som först beskrevs av Herbst 1797.  Magdalis phlegmatica ingår i släktet Magdalis, och familjen vivlar. Arten är reproducerande i Sverige.